# Subijana-Morillas
Subijana-Morillas es un concejo del municipio de Ribera Alta, en la provincia de Álava, País Vasco (España).

## Despoblado
Forma parte del concejo una fracción del despoblado de:
- Montoya.[2]

## Historia
Hacia mediados del siglo XIX, el lugar, por entonces con ayuntamiento propio, aglutinaba los lugares de su nombre, Morillas y Ormijana y tenía contabilizada una población de 115 habitantes. Aparece descrito como ayuntamiento en el decimocuarto volumen del Diccionario geográfico-estadístico-histórico de España y sus posesiones de Ultramar de Pascual Madoz, con las siguientes palabras:

SUBIJANA: ayunt. en la prov. de Alava, part. jud. de Añana, aud. terr. de Burgos, c. g. de las Provincias Vascongadas, dióc. de Calahorra: sit. en un valle al pie del puerto de Techa, disfruta de clima saludable. Se compone del l. de su nombre, Morillas y Ormijana, que reunen 40 casas; 2 escuelas, 3 parr. y 2 ermitas. El térm. se estiende 1/2 leg. de N. á S., y 1 de E. á O., y confina N. Cuartango; E. Nanclares de la Oca; S. Ribera Alta, y O. Lacozmonte: dentro de su jurisd. se hallan varios montes con encinas y robles. El terreno es de buena calidad; le fertiliza el r. Bayas con puente. caminos: uno nuevo que dirige á la cap. del part. y á Vitoria, de donde se recibe el correo. prod: trigo, cebada, avena y mistos: cria ganado cabrío y lanar; caza de perdices, pesca de truchas. ind.: 2 molinos harineros. pobl.: 34 vec., 115 alm. riqueza y contr. (V. Alava intendencia). El presupuesto municipal asciende á 4,000 rs., y se cubre por reparto vecinal.
(Madoz, 1849b, p. 529)

La cabeza de ayuntamiento tenía contabilizada por aquel entonces una población de 48 habitantes. También aparece descrita por Madoz, en este caso con las palabras que siguen:

SUBIJANA: v. del ayunt. de su nombre en la prov. de Alava (á Vitoria 3 leg.), part. jud. de Añana (1 1/2), aud. terr. de Búrgos (14), c. g. de las Provincias Vascongadas y dióc. de Calahorra. sit. sobre una altura y parte en cuesta; clima algun tanto frio, y se padecen constipados y tercianas. Tiene 26 casas, un palacio, escuela de primera educacion para ambos sexos frecuentada por 20 ó 30 alumnos y dotada con 11 fanegas de trigo y 160 rs.; igl. parr. (la Asuncion de Ntra. Sra.) servida por dos beneficiados de racion entera; dos ermitas (Ntra. Sra. de Oyanco y Ntra. Sra. de Techa), y para el surtido del vecindario hay fuentes de aguas saludables. El térm. confina N. Apricano; E. Pobes; S. Montevite, y O. Anucita; hallándose su parte inculta poblada de árboles. El terreno es de mediana calidad; le atraviesa el r. Bayas, que desciende de la sierra Gorbea y va á desaguar al Ebro. caminos: los que conducen á la cap., Santander y otros puntos: la correspondencia se estrae en Añana y Vitoria por los mismos interesados. prod.: trigo, cebada, avena, alholva, yeros, habas, arvejas, patatas y lino; cria de ganado vacuno, caballar, lanar cabrio y de cerda; caza de liebres, perdices, codornices, tordas y palomas; pesca de truchas, anguilas, barbos y loinas. pobl.: 14 vec., 48 alm. riqueza y contr.: con su ayuntamiento (V.). Es pobl. ant. y célebre, por haber muerto en ella de un saetazo hácia el siglo XII, D. Sancho V, señor de Vizcaya, al querer apaciguar una disension suscitada entre sus tropas, volviendo de la guerra contra moros. En 18 de junio de 1813, lord. Wellington, asistido de Lowry Cole, hizo salir de Subijana la retaguardia francesa que se hallaba en esta v. y en Pobes, obligándole á que buscase abrigo en el grueso de su ejército que venia de Pancorbo. El 20 del mismo tenia el general inglés su centro y sus cuarteles en Subijana.
(Madoz, 1849a, pp. 528-529)

En la actualidad, pertenece al municipio de Ribera Alta. En 2022, tenía empadronados 74 habitantes.

## Demografía
| Gráfica de evolución demográfica de Subijana-Morillas entre 2000 y 2020 |
|                                                                         |
| Población de derecho según los censos de población del INE.             |

## Patrimonio
Hay en el concejo una iglesia de Nuestra Señora de la Asunción y una ermita de Nuestra Señora de Oyanco y otra arruinada de Nuestra Señora de Techa.